# Bahnhof Vohenstrauß
Der Bahnhof Vohenstrauß ist ein stillgelegter Bahnhof in der Stadt Vohenstrauß im Landkreis Neustadt an der Waldnaab in der Oberpfalz. Er lag an der Bahnstrecke Neustadt (Waldnaab)–Eslarn. Zunächst war die Station von 1886 bis 1900 Endbahnhof, daher entstand 1886 neben dem Empfangsgebäude auch ein Lokschuppen mit angebautem Wohn- und Sozialtrakt. 1900 wurde die Verlängerung bis Waidhaus eröffnet.
Das Empfangsgebäude ist ein Walmdachbau aus Polygonalmauerwerk mit Eckquaderung und Backsteintraufgesims. Erhalten ist auch das hölzerne Perron-Vordach. Zugehörig sind ein Güterschuppen, ein Wasch- und Aborthaus sowie ein Werkstattgebäude. Neben einem Anschlussgleis zur örtlichen BayWa gehörten auch zwei Anschlussgleise zu einem Sägewerk und einer Porzellanfabrik zum Bahnhof. Die Gebäude stehen heute unter Denkmalschutz.